# Andreas Marschall

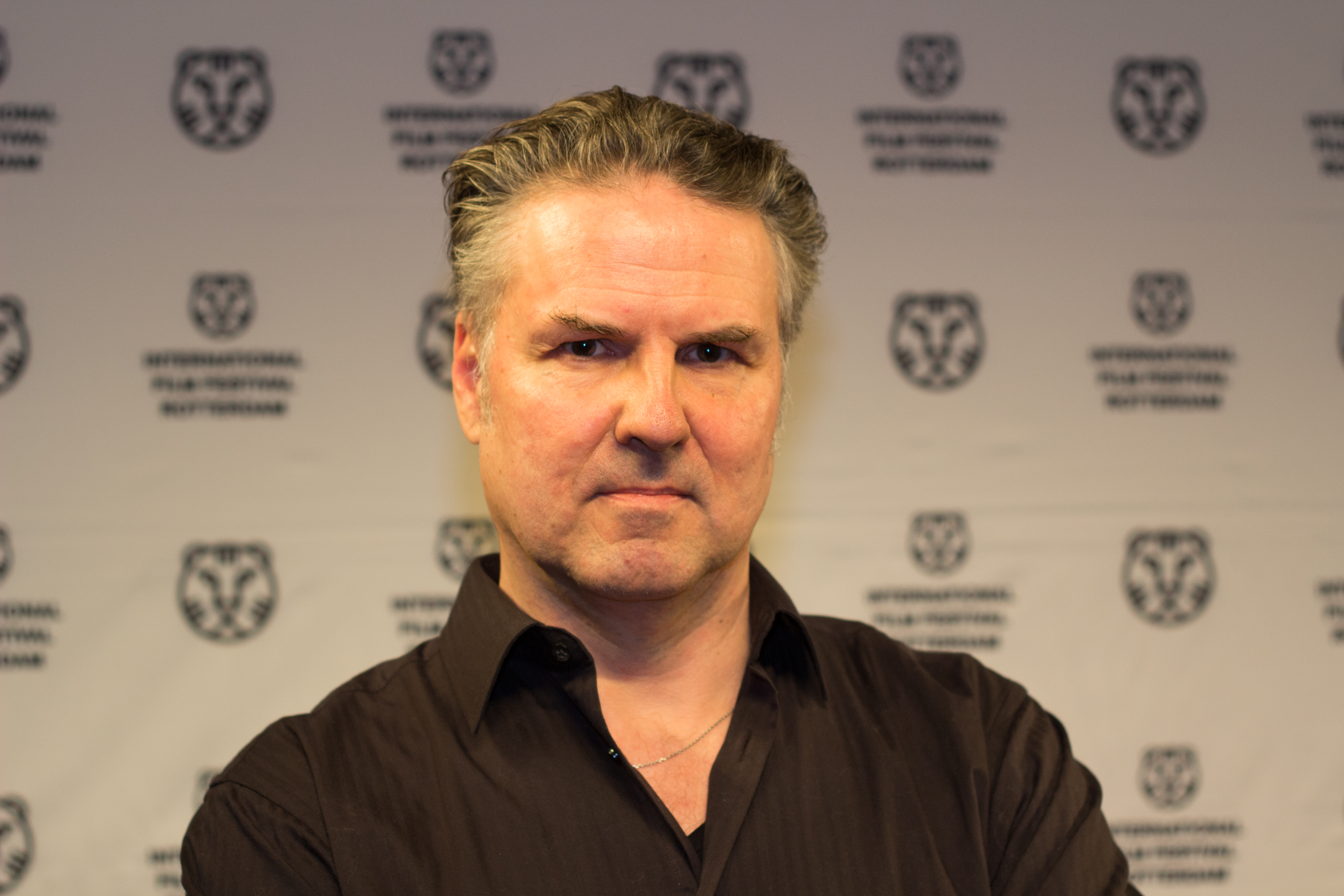
Andreas Marschall, 2015

Andreas Marschall (Karlsruhe, 13 de janeiro de 1961) é um desenhista alemão, conhecido por criar a arte de várias capas de álbuns de heavy metal.

## Trabalhos
Algumas de suas principais contribuições:
Annihilator
- 1994	– 	Bag of Tricks [coletânea]

Blind Guardian
- 1990		– Tales from the Twilight World
- 1992	– 	Somewhere Far Beyond
- 1995		– Imaginations from the Other Side
- 1998	– 	Nightfall in Middle-Earth

Dark Moor
- 2000		– The Hall of the Olden Dreams
- 2002	– 	The Gates of Oblivion

Destruction
- 1990		– Cracked Brain

Dimmu Borgir

Cracked Brain - Destruction

- 1998		– Godless Savage Garden (EP)

Dragonheart
- 2002		– Throne of the Alliance
- 2005	– 	Vengeance in Black

Grave Digger
- 1995	– 	Heart of Darkness
- 1996	– 	Tunes of War
- 2002	– 	The History: Part One (coletânea)

HammerFall
- 1997		–Glory to the Brave
- 1998		– Legacy of Kings
- 2000		– Renegade
- 2014		– (r)Evolution
- 2016		– Built to Last

Hate Eternal
- 2002	– 	King of All Kings

Helloween

Legacy of Kings - HammerFall

- 1989	– 	Pumpkin Tracks (coletânea)

Immolation
- 1991		– Dawn of Possession
- 1996		– Here in After
- 1999		– Failures for Gods
- 2000		– Close to a World Below
- 2002		– Unholy Cult

In Flames
- 1996	– 	The Jester Race
- 1997		– Whoracle
- 1999	– 	Colony

Kreator
- 1990		– Coma of Souls
- 1991		– Hallucinative Comas (Video)
- 2000	– 	Chosen Few (EP)	Director (video track 4)
- 2000	– 	1985-1992 Past Life Trauma (coletânea)
- 2001	– 	Violent Revolution
- 2003		– Live Kreation (Live album)
- 2003	– 	Live Kreation - Revisioned Glory (Video)
- 2008		– At the Pulse of Kapitulation - Live in East Berlin 1990 (Video)

Obituary
- 1992	– 	The End Complete
- 2001	– 	Anthology (coletânea)
- 2005		– Frozen in Time	Artwork
- 2007		– Xecutioner's Return
- 2008		– Left to Die (EP)
- 2009		– Darkest Day
- 2014		– Inked in Blood

Rage
- 1991	– 	Extended Power (EP)
- 1992	– 	Trapped!
- 1992	– 	Beyond the Wall (EP)

Darkest Day - Obituary

- 1994	– 	10 Years in Rage: The Anniversary Album
- 1995		– Black in Mind
- 1996		– End of All Days
- 2002	– 	The Dark Side (coletânea)

Raven
- 1991	– 	Architect of Fear
- 1991	– 	Heads Up! (EP)

Running Wild
- 1990		– Wild Animal (EP)
- 1991		– Blazon Stone
- 1992		– Pile of Skulls
- 1994	– 	Black Hand Inn
- 1995	– 	Masquerade
- 1998		– The Rivalry

Skyclad
- 1992		– A Burnt Offering for the Bone Idol

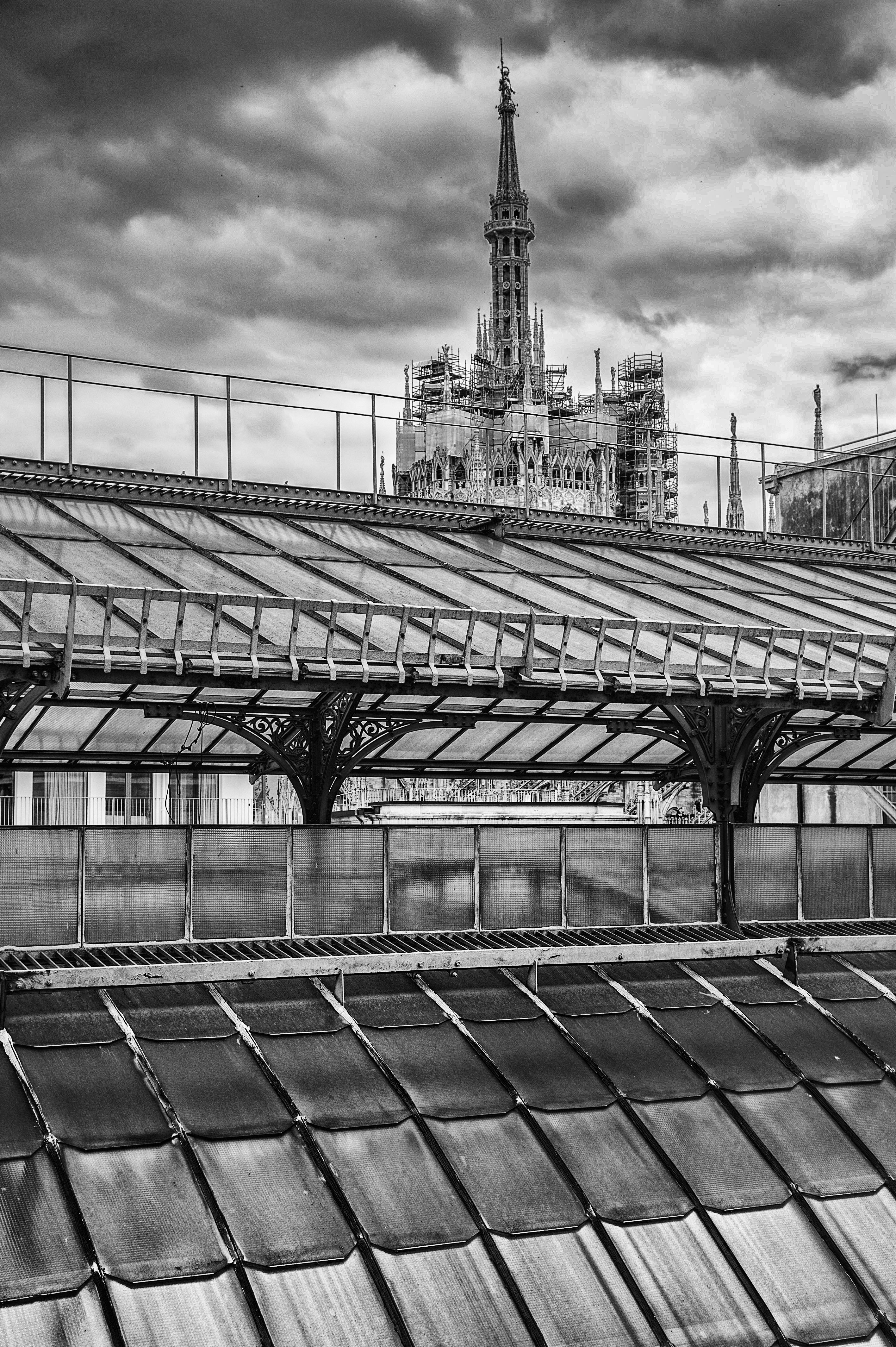
Visions - Stratovarius

Sodom
- 1989		– Agent Orange
- 1990	– 	Better Off Dead
- 1995	– 	Masquerade in Blood
- 2007		– The Final Sign of Evil

Stratovarius
- 1997		– Visions

U.D.O.
- 1991		– Timebomb
- 1997	– 	Solid
- 1999	– Holy